# Fossombronia caledonica
Fossombronia caledonica är en bladmossart som beskrevs av Franz Stephani. Fossombronia caledonica ingår i släktet bronior, och familjen Fossombroniaceae.
Artens utbredningsområde är Nya Kaledonien. Inga underarter finns listade i Catalogue of Life.